# リンカーン郡 (テネシー州)
座標: 北緯35度14分 西経86度59分 / 北緯35.233度 西経86.983度
リンカーン郡（リンカーンぐん、英: Lincoln County）は、アメリカ合衆国のテネシー州にある郡。2000年の人口は3万1340人で、郡庁所在地はファイエットビル (Fayetteville)である。
アメリカ独立戦争で戦功を挙げたベンジャミン・リンカーン少将にちなんで名づけられた。

## 歴史
テネシー・ウイスキーの蒸留方法、「リンカーン郡製法」はジャックダニエル創業者のジャック・ダニエルがこの地で開発したことから名づけられた。しかし、後にその地域がムーア郡として分離したため、現在のリンカーン郡とは異なる。

## 行政
郡の行政はリンカーン郡委員会が担う。委員会は8つの地区に分かれ、各地区から3名の委員が選出されるため計24人がいる。その上には郡長官（County Mayor）がいる。

## 人口動態
2000年の国勢調査時点でこの郡には3万1340人、1万2503世帯、9077家族が暮らしていた。人口密度は1平方キロあたり21人で、平方マイルに換算すると55人となる。住居数は1万3999軒で、1平方キロあたりに9軒（1平方マイルあたりでは24軒）が建っていることになる。住民のうち白人は90.26%、アフリカ系は7.35%を、ネイティブ・アメリカンは0.49%、アジア系は0.32%、太平洋諸島系は0.03%、その他は0.34%を、混血は1.19%を、ヒスパニック（ラテン系）は1.02%を占める。

2000年国勢調査の結果をもとに作成した郡の人口ピラミッド

1万2503世帯のうち31.6%は18歳未満の子供と暮らしており、58.2%は夫婦で生活している。10.9%は未婚の女性が世帯主であり、27.4%は家族以外の住人と同居している。24.6%が独り身世帯で、11.6%を独居老人が占める。1世帯あたりの平均構成人数は2.47人、家庭の構成人数は2.93人である。
住民のうち23.9%が18歳未満の未成年、8.0%が18歳以上24歳以下、27.7%が25歳以上44歳以下、24.9%が45歳以上64歳以下、15.6%が65歳以上となっており、平均年齢は39歳である。女性100人に対し男性が93.9人いる一方、18歳以上の女性100人ごとに対しては90.8人いる。
一世帯あたりの平均収入は3万3434米ドルで、家族ごとでは4万1211米ドルである。男性の平均収入は3万917米ドル、女性の平均収入は2万1722米ドルで、労働者でない人々も含めた住民一人当たりの収入は1万8837米ドルとなる。総人口の13.6%、家族の10.0%、18歳未満の子どもの16.8%、および65歳以上の老人の19.9%は貧困線以下の収入で生計を立てている。

## 地理
国勢調査局の調査では総面積1478平方キロ（571平方マイル）で、うち1477平方キロ（570平方マイル）が陸地、総面積の0.07%にあたる1平方キロ（0平方マイル）が水域である。
隣接する郡
- ベッドフォード郡（北）
- ムーア郡（北東）
- フランクリン郡（東）
- マディソン郡 (アラバマ州)（南）
- ライムストーン郡 (アラバマ州)（南西）
- ジャイルズ郡（西）
- マーシャル郡（北西）

## 都市および町
- アードモア (en:Ardmore, Tennessee)
- ファイエットビル (en:Fayetteville, Tennessee)
- ピーターズバーグ (en:Petersburg, Tennessee)

非法人地域
- ベルビル (Belleville)
- ブランチ (Blanche)
- ブーンシル (Boonshill)
- キャッシュポイント (Cash Point)
- コールドウォーター (Coldwater)
- エローラ (en:Elora, Tennessee)
- フリントビル (Flintville)
- ハウエル (Howell)
- ヒューイー (Hughey)
- キルソ (Kelso)
- カークランド (en:Kirkland, Lincoln County, Tennessee)
- リバティー (Liberty)
- リンカーン (Lincoln)
- ミモサ (en:Mimosa, Tennessee)
- マクバーグ (McBurg)
- モリーノ (Molino)
- マルベリー (Mulberry)
- ニューホープ (New Hope)
- パークシティ (Park City)
- プロスペクト (en:Prospect, Tennessee)
- スキネン (Skinem)
- タフト (Taft)
- ヴァンタウン (Vanntown)
- ユーコン (Yukon)